# U-Space
Der U-Space ist der europäische Begriff für ein Verkehrsmanagement für unbemannte Luftfahrzeuge (Unmanned Traffic Management UTM). Er beinhaltet eine Sammlung digitaler und automatisierter Funktionen und Prozesse in einem Luftraum, die zum Ziel haben, der steigenden Zahl ziviler Drohnenoperationen einen sicheren und effizienten Zugang zum Luftraum zu gewähren. Das „U“ im Namen steht dabei für Unbemannt, Urban oder auch Universell.

## Ziele
Der derzeitige EU-Luftrechtsrahmen erlaubt bereits alle Arten von Drohneneinsätzen. Allerdings könnten diese Einsätze strengen Genehmigungsverfahren und Betriebsbeschränkungen unterworfen sein. Ziel des U-Spaces ist es, das allgemeine Situationsbewusstsein für den Drohnenbetrieb zu verbessern, das Fluggenehmigungsverfahren zu automatisieren, so viele Beschränkungen wie sicher möglich aufzuheben und die Entwicklung eines wettbewerbsfähigen EU-Marktes für Drohnendienste zu unterstützen.
Der U-Space wird zunächst in städtischen und vorstädtischen Umgebungen zum Einsatz kommen, da wo die Komplexität des Luftverkehrs spezifische Verkehrsmanagement-Lösungen erfordern.
Grundlage für einen U-Space ist, dass alle Luftfahrzeuge ihre eigene Position aussenden, so dass sie elektronisch sichtbar werden. Dies wird einerseits mit den schon bestehenden Sekunddärradar-Transpondern von Flugzeugen erreicht. Andererseits benötigt man für mittlere und kleine Drohen (Leichtaviatik) neue Systeme (z. B. ADS-L), die teilweise noch entwickelt werden.

## Aktueller Stand
Am 26. Januar 2023 wird die U-Space-Verordnung 2021/664 vom 22. April 2021 der EU-Kommission in Kraft treten, die EU hat damit die gesetzliche Grundlage für die Einrichtung von U-Space-Lufträumen geschaffen. Die Umsetzung der Durchführungsverordnung in nationales Recht sowie die konkrete Ausgestaltung der Prozesse, Akteure und Verantwortlichkeiten obliegt den einzelnen Mitgliedsstaaten. Bisher hat noch kein Staat die Verordnung umgesetzt.

## Lösungen
Eine von mehreren Lösungen ist, dass das Luftfahrzeug seine mittels GNSS (z. B. GPS) bestimmte Position per LTE-Mobilfunk aussendet. Die dafür genutzte Elektronik wird „Hook-on Device“ (HOD) genannt. Die Positionsdaten werden von einer Bodenstation (engl. Ground Station, GS) empfangen. Ein Verkehrsmanagementsystem für Drohnen kombiniert die via LTE erhaltenen Positionsdaten von Drohnen mit den Positionsdaten von bemannten Flugzeugen, die via ADS-B und FLARM empfangen wurden. Das von einem Service-Provider betriebenen Verkehrsmanagementsystem ermöglicht es seinen Kunden, den Fernpiloten (engl. Remote Pilots) von Drohen ein kombiniertes Luftlagebild aus bemannten und unbemannten Flugverkehr zu erhalten. Dies ist besonders zum sicheren und effizienten Drohnenbetrieb für Drohen außerhalb der Sichtweite (engl. Beyond Visual Line of Sight, BVLOS) des Fernpiloten wichtig.
Die Sichtbarmachung von Luftfahrzeugen für andere Teilnehmer des Luftverkehrs durch elektronische Mittel nennt man auf Englisch "Electronic Conspicuity". Diverse elektronische Mittel für diesen Zweck wurden, im i-Conspcuity-Projekt der EASA untersucht. Darin ist angedacht im unkontrollierten Luftraum eine Kombination aus ADS-B, ADS-L, FLARM und Mobilfunk zu verwenden. Die Information soll durch Integration der Daten aus diesen Sensoren mittels eines gemeinsamen Datenprotokolls z. B. das Übertragungsprotokoll von ADS-L implementiert werden.